# 797
| Calendário gregoriano                                                        | 797 DCCXCVII                                          |
| Ab urbe condita                                                              | 1550                                                  |
| Calendário arménio                                                           | 246 – 247                                             |
| Calendário bahá'í                                                            | -1047 – -1046                                         |
| Calendário budista                                                           | 1341                                                  |
| Calendário chinês                                                            | 3493 – 3494 Início a 2 de fevereiro (aproximadamente) |
| Calendário copta                                                             | 513 – 514                                             |
| Calendário etíope                                                            | 789 – 790                                             |
| Calendários hindus - Vikram Samvat - Calendário nacional indiano - Cáli Iuga | 852 – 853 718 – 719 3897 – 3898                       |
| Calendário Holoceno                                                          | 10797                                                 |
| Calendário islâmico                                                          | 180 – 182                                             |
| Calendário judaico                                                           | 4557 – 4558                                           |
| Calendário persa                                                             | 175 – 176                                             |
| Calendário rúnico                                                            | 1047                                                  |
| Calendário solar tailandês                                                   | 1340                                                  |

797 (DCCXCVII, na numeração romana) foi um ano comum do século VIII, do calendário juliano, da Era de Cristo, teve início a um domingo, terminou também a um domingo e a sua letra dominical foi A.
| Ano completo                    |
| ------------------------------- |
| Ano comum com início ao domingo |

## Eventos
- 19 de abril — Imperatriz Irene organiza uma conspiração contra seu filho, o imperador bizantino Constantino VI. Ele é deposto e cegado.
- 18 de agosto — Irene de Atenas destrona o filho Constantino  VI e passa a governar sozinha como imperatriz bizantina.

## Mortes
- Bermudo I das Astúrias — rei das Astúrias  (n. 740).